# Sofia Guglielmina di Svezia
Sofia Guglielmina di Svezia (nome completo in svedese Sofia Vilhelmina Katarina Maria Lovisa Charlotta Anna av Sverige; Stoccolma, 21 maggio 1801 – Karlsruhe, 6 luglio 1865) nata principessa di Svezia, divenne granduchessa di Baden per matrimonio.

## Biografia

### Infanzia
Sofia Guglielmina era la seconda figlia del re di Svezia Gustavo IV Adolfo (1778-1837) e della regina Federica (1781-1826), nata Baden.
I suoi nonni paterni erano il re Gustavo III di Svezia e la regina consorte Sofia Maddalena di Danimarca, quelli materni il principe ereditario Carlo Luigi di Baden e la principessa Amalia d'Assia-Darmstadt.

### Fidanzamento e matrimonio

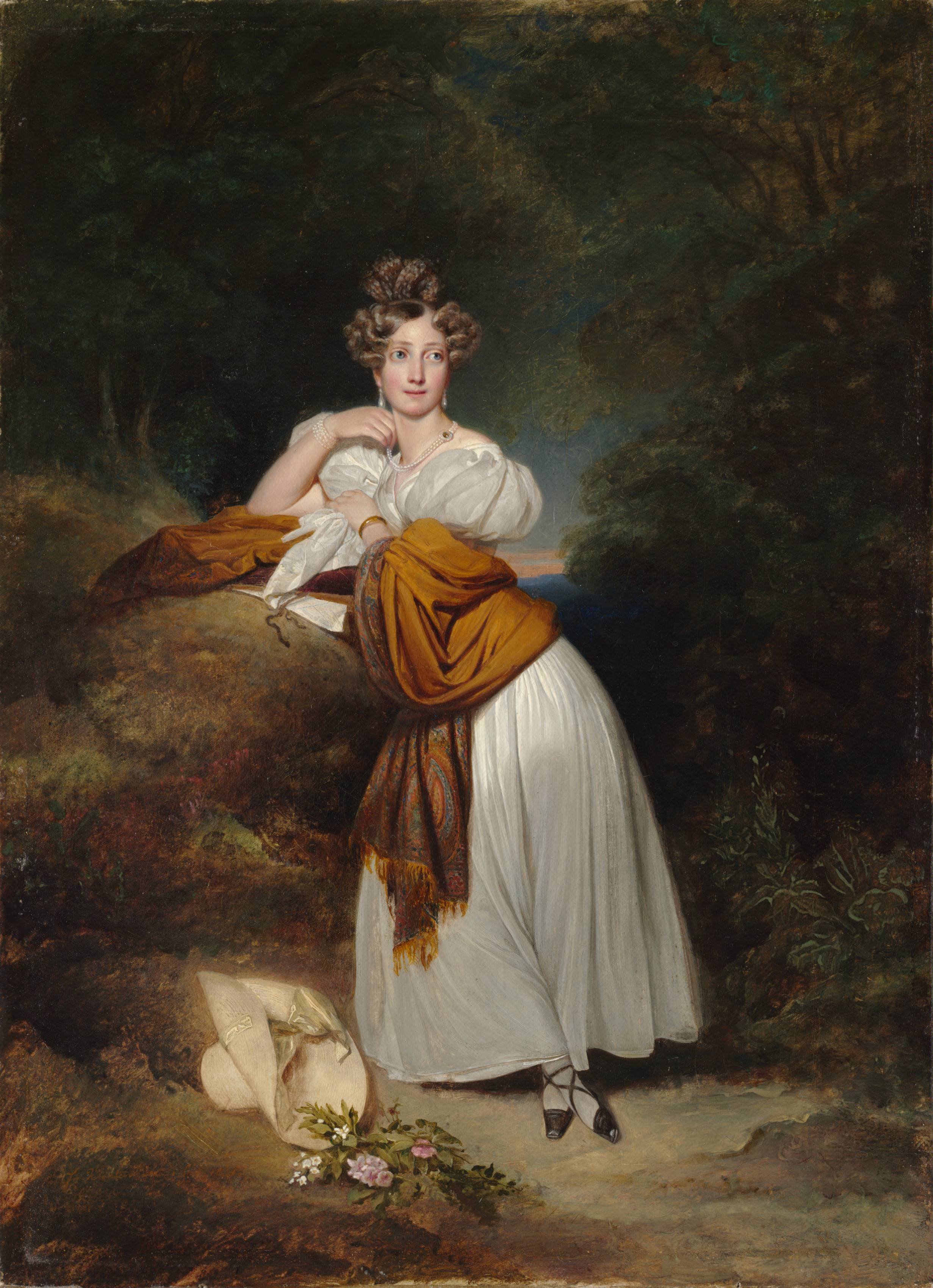
Sofia, granduchessa di Baden, ritratta da Franz Xaver Winterhalter nel 1831.

Quando nel 1809 il padre fu detronizzato, la famiglia reale di Svezia partì in esilio per stabilirsi nel Granducato di Baden. Tre anni dopo, nel 1812, Gustavo e Federica si separarono ufficialmente e Sofia, con i suoi fratelli, continuò a vivere nella terra natale della madre, a Bruchsal.
Nel 1815 fu promessa in sposa a Leopoldo di Baden (1790-1852), futuro granduca con il nome di Leopoldo I. Il matrimonio si celebrò il 25 luglio del 1819. Nonostante si trattasse di un matrimonio di convenienza, come era in uso all'epoca, i contemporanei raccontano che i coniugi ebbero una vita abbastanza felice durante i primi anni della loro unione.
Nel 1833 si diffuse la diceria che la granduchessa Sofia avesse ordinato l'assassinio di Kaspar Hauser, presunto figlio di Carlo II, granduca di Baden fino al 1818, e di Stefania di Beauharnais. Contemporaneamente si ipotizzò anche che fosse stata la madre di Leopoldo, Luisa Carolina di Geyersberg, responsabile del rapimento del bambino stesso nel 1812, un mese dopo la sua nascita, in quanto erede al trono; entrambe le granduchesse furono duramente criticate da parte dell'opinione pubblica.

### Ultimi anni e morte

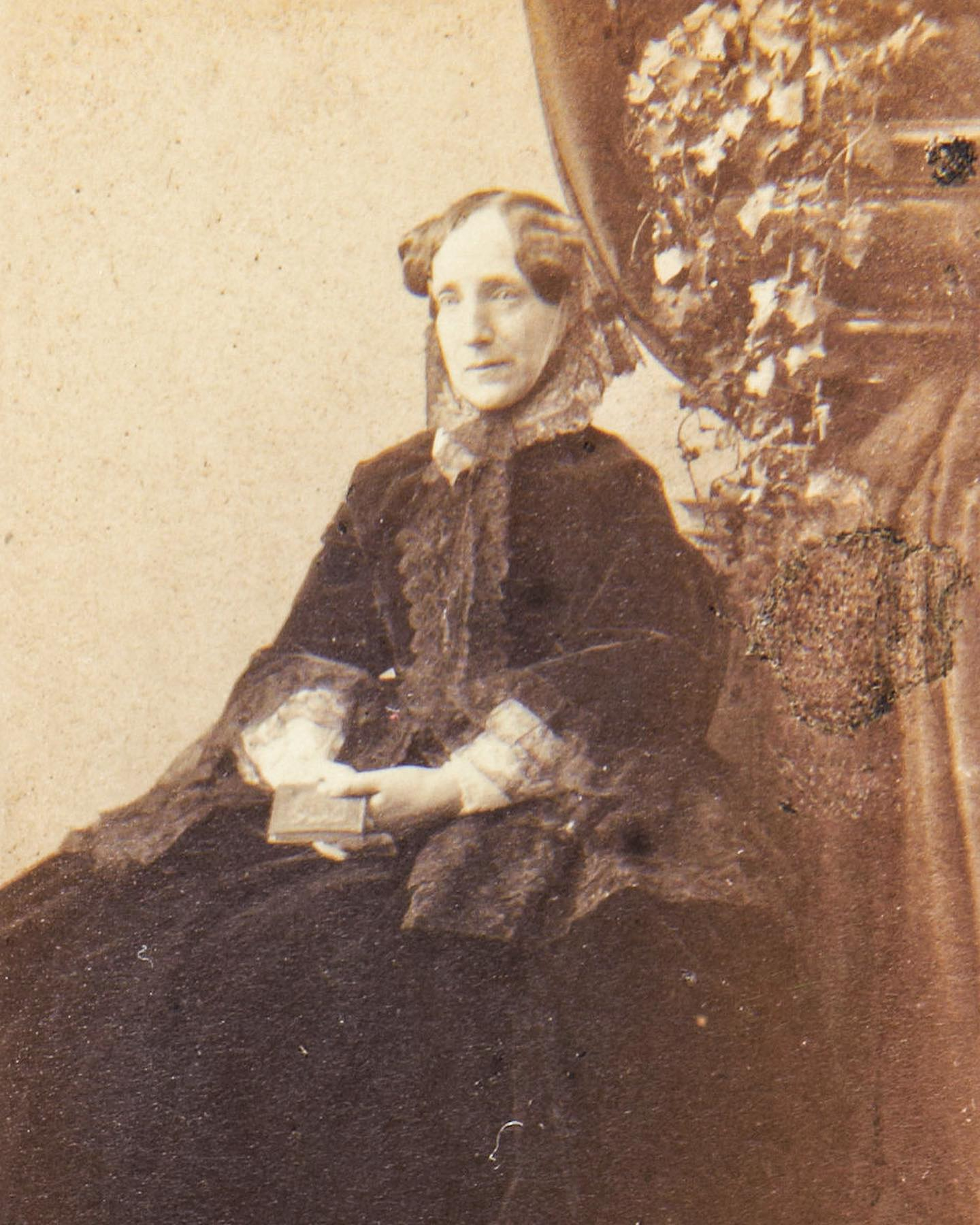
La granduchessa Sofia fotografata in tarda età

Durante gli avvenimenti rivoluzionari del 1848-49 la famiglia granducale lasciò Karlsruhe. Dopo la morte del granduca Leopoldo, avvenuta nel 1852, Sofia tornò a vivere in questa città, dove morì nel 1865.
Fu sepolta nella chiesa protestante di Karlsruhe. Durante la seconda guerra mondiale la sua tomba fu profanata. Dopo la guerra il corpo fu traslato nel mausoleo dei granduchi a Karlsruhe, dove si trova attualmente.
Grazie al matrimonio di Vittoria di Baden (figlia del proprio figlio Federico I di Baden) con il futuro Gustavo V di Svezia nel 1881 i discendenti di Gustavo IV tornarono sul trono svedese.

## Discendenza
Sofia e Leopoldo I di Baden ebbero otto figli:
- Alessandrina, nata nel 1820 e morta nel 1904, sposò il duca Ernesto II di Sassonia-Coburgo-Gotha;
- Luigi, nato e morto nel 1822;
- Luigi, nato nel 1824 e morto nel 1858, futuro granduca di Baden;
- Federico, nato nel 1826 e morto nel 1907, futuro reggente del Granducato e, dal 1856, granduca di Baden, sposò Luisa di Prussia;
- Luigi Guglielmo Augusto, nato nel 1829 e morto nel 1897, generale al servizio dell'esercito prussiano, sposò Maria di Leuchtenberg;
- Carlo, nato nel 1832 e morto nel 1906, sposò morganaticamente Rosalie von Beust;
- Maria, nata nel 1834 e morta nel 1899, sposò Ernesto Leopoldo, IV principe di Leiningen;
- Cecilia, nata nel 1839 e morta nel 1891, conosciuta come Ol'ga Fëdorovna, sposò il granduca Michele di Russia (1832-1909).

## Ascendenza
|                              |                         |                                                | Genitori                                 |  |  | Nonni |  |  | Bisnonni                  |  |  | Trisnonni                             |  |
|                              |                         |                                                |                                          |  |  |       |  |  | Adolfo Federico di Svezia |  |  | Cristiano Augusto di Holstein-Gottorp |  |
|                              |                         |                                                |                                          |  |  |       |  |  | Adolfo Federico di Svezia |  |  | Cristiano Augusto di Holstein-Gottorp |  |
|                              |                         | Albertina Federica di Baden-Durlach            |                                          |  |  |       |  |  | Adolfo Federico di Svezia |  |  |                                       |  |
| Gustavo III di Svezia        |                         |                                                |                                          |  |  |       |  |  | Adolfo Federico di Svezia |  |  |                                       |  |
|                              |                         | Luisa Ulrica di Prussia                        | Federico Guglielmo I di Prussia          |  |  |       |  |  |                           |  |  |                                       |  |
|                              |                         | Luisa Ulrica di Prussia                        | Federico Guglielmo I di Prussia          |  |  |       |  |  |                           |  |  |                                       |  |
|                              |                         | Luisa Ulrica di Prussia                        | Sofia Dorotea di Hannover                |  |  |       |  |  |                           |  |  |                                       |  |
| Gustavo IV Adolfo di Svezia  |                         | Luisa Ulrica di Prussia                        |                                          |  |  |       |  |  |                           |  |  |                                       |  |
|                              |                         | Federico V di Danimarca                        | Cristiano VI di Danimarca                |  |  |       |  |  |                           |  |  |                                       |  |
|                              |                         | Federico V di Danimarca                        | Cristiano VI di Danimarca                |  |  |       |  |  |                           |  |  |                                       |  |
|                              |                         | Federico V di Danimarca                        | Sofia Maddalena di Brandeburgo-Kulmbach  |  |  |       |  |  |                           |  |  |                                       |  |
| Sofia Maddalena di Danimarca |                         | Federico V di Danimarca                        |                                          |  |  |       |  |  |                           |  |  |                                       |  |
|                              |                         | Luisa di Hannover                              | Giorgio II di Gran Bretagna              |  |  |       |  |  |                           |  |  |                                       |  |
|                              |                         | Luisa di Hannover                              | Giorgio II di Gran Bretagna              |  |  |       |  |  |                           |  |  |                                       |  |
|                              |                         | Luisa di Hannover                              | Carolina di Brandeburgo-Ansbach          |  |  |       |  |  |                           |  |  |                                       |  |
| Sofia Guglielmina di Svezia  |                         | Luisa di Hannover                              |                                          |  |  |       |  |  |                           |  |  |                                       |  |
|                              | Carlo Federico di Baden | Federico di Baden-Durlach                      |                                          |  |  |       |  |  |                           |  |  |                                       |  |
|                              | Carlo Federico di Baden | Federico di Baden-Durlach                      |                                          |  |  |       |  |  |                           |  |  |                                       |  |
|                              | Carlo Federico di Baden | Amalia di Nassau-Dietz                         |                                          |  |  |       |  |  |                           |  |  |                                       |  |
| Carlo Luigi di Baden         | Carlo Federico di Baden |                                                |                                          |  |  |       |  |  |                           |  |  |                                       |  |
|                              |                         | Carolina Luisa d'Assia-Darmstadt               | Luigi VIII d'Assia-Darmstadt             |  |  |       |  |  |                           |  |  |                                       |  |
|                              |                         | Carolina Luisa d'Assia-Darmstadt               | Luigi VIII d'Assia-Darmstadt             |  |  |       |  |  |                           |  |  |                                       |  |
|                              |                         | Carolina Luisa d'Assia-Darmstadt               | Carlotta di Hanau-Lichtenberg            |  |  |       |  |  |                           |  |  |                                       |  |
| Federica di Baden            |                         | Carolina Luisa d'Assia-Darmstadt               |                                          |  |  |       |  |  |                           |  |  |                                       |  |
|                              |                         | Luigi IX d'Assia-Darmstadt                     | Luigi VIII d'Assia-Darmstadt             |  |  |       |  |  |                           |  |  |                                       |  |
|                              |                         | Luigi IX d'Assia-Darmstadt                     | Luigi VIII d'Assia-Darmstadt             |  |  |       |  |  |                           |  |  |                                       |  |
|                              |                         | Luigi IX d'Assia-Darmstadt                     | Carlotta di Hanau-Lichtenberg            |  |  |       |  |  |                           |  |  |                                       |  |
| Amalia d'Assia-Darmstadt     |                         | Luigi IX d'Assia-Darmstadt                     |                                          |  |  |       |  |  |                           |  |  |                                       |  |
|                              |                         | Carolina del Palatinato-Zweibrücken-Birkenfeld | Cristiano III del Palatinato-Zweibrücken |  |  |       |  |  |                           |  |  |                                       |  |
|                              |                         | Carolina del Palatinato-Zweibrücken-Birkenfeld | Cristiano III del Palatinato-Zweibrücken |  |  |       |  |  |                           |  |  |                                       |  |
|                              |                         | Carolina del Palatinato-Zweibrücken-Birkenfeld | Carolina di Nassau-Saarbrücken           |  |  |       |  |  |                           |  |  |                                       |  |
|                              |                         | Carolina del Palatinato-Zweibrücken-Birkenfeld |                                          |  |  |       |  |  |                           |  |  |                                       |  |